# Тасиадис, Сидерис
Сиде́рис Тасиа́дис (нем. Sideris Tasiadis, род. 7 мая 1990 года, Аугсбург, Германия) — немецкий каноист-слаломист греческого происхождения, двукратный призёр Олимпийски игр (2012 и 2020), чемпион мира и Европы.

## Спортивная биография
Первые крупные успехи Тасиадиса связаны с командным турниром каноистов на чемпионатах мира. Дважды в 2010 и 2011 годах Сидерис завоевал две серебряные медали мировых первенств. В 2012 году Тасиадис на чемпионате Европы, проходившем в родном Аугсбурге, завоевал золото в соревнованиях каноистов-одиночек, опередив в финале француза Тони Эстанге.
На летних Олимпийских играх 2012 года Тасиадис завоевал серебряную медаль в соревнованиях каноистов-одиночек. Немецкий гребец уверенно прошёл первые два раунда, постоянно оказываясь в пятёрке лучших. В финале Сидерис, как победитель полуфинала, выступал последним, зная результаты всех своих соперников. После первых двух контрольных отметок немецкий спортсмен шёл на третьем месте, уступая Тони Эстанге и словаку Михалу Мартикану, но на последнем отрезке Тасиадис смог прибавить и на финише опередил словака, уступив Эстанге чуть более секунды.